# أوسكار فرنانديز (منافس ألعاب قوى)
أوسكار فرنانديز (بالإسبانية: Óscar Fernández)‏ هو منافس ألعاب قوى إسباني، ولد في 23 أكتوبر 1974.

## وصلات خارجية
- أوسكار فرنانديز على موقع الاتحاد الدولي لألعاب القوى (الإنجليزية)